# André Laporte (Komponist, um 1886)
André Laporte (* um 1886; † 3. April 1918 in Paris) war ein französischer Komponist.
Laporte studierte am Conservatoire de Paris Harmonielehre bei Albert Lavignac, Kontrapunkt bei Georges Caussade, Orgel bei Eugène Gigout und Komposition bei Paul Vidal. 1913 wurde er für die Musik zur Oper La Joie de vivre nach einem Libretto von Louis Tiercelin mit dem mit 3000 Francs dotierten Prix Rossini ausgezeichnet. 1914 gewann er nach Marcel Dupré mit der Kantate Psyché den Zweiten Second Grand Prix de Rome.
Laporte starb am 3. April 1918 im Militärhospital Val-de-Grâce in Paris.